# For Colored Girls
For Colored Girls (bra: Para Garotas de Cor) é um filme estadunidense de 2010, do gênero drama romântico, dirigido e roteirizado por Tyler Perry.
É a adaptação cinematográfica da peça For Colored Girls Who Have Considered Suicide / When the Rainbow Is Enuf, de Ntozake Shange (1975).
O filme retrata as vidas interligadas de dez mulheres negras, explorando suas vidas e lutas como pessoas de cor.

## Elenco
- Janet Jackson como Joanna "Jo" Bradmore ("Dama de Vermelho")
- Thandiwe Newton como Tangie Adrose ("Dama de Laranja") (como Thandie Newton)
- Anika Noni Rose como Yasmine ("Dama de Amarelo")
- Loretta Devine como Juanita Sims ("Dama de Verde")
- Kerry Washington como Kelly Watkins ("Dama de Azul")
- Tessa Thompson como Nyla Adrose ("Dama de Roxo")
- Kimberly Elise como Crystal Wallace ("Dama de Marrom")
- Whoopi Goldberg como Alice Adrose ("Dama de Branco")
- Phylicia Rashad como Gilda ("Dama de Preto")
- Macy Gray como Rose ("Dama de Rosa")
- Michael Ealy como Beau Willie Brown
- Omari Hardwick como Carl Bradmore
- Hill Harper como Donald Watkins
- Khalil Kain como Bill
- Richard Lawson como Frank

## Recepção

### Resposta da crítica
No site agregador de críticas Rotten Tomatoes, 32% das 108 resenhas dos críticos são positivas, com uma classificação média de 5,3/10. O consenso do site diz: "Tyler Perry reuniu um excelente elenco para esta adaptação da peça de 1975, e seu coração está obviamente no lugar certo, mas seu gosto pelo melodrama barateia uma história significativa" O Metacritic, que usa uma média ponderada, atribuiu ao filme uma pontuação de 50 em 100, baseado em 33 críticos, indicando críticas "mistas ou médias". O público consultado pelo CinemaScore deu nota "A" em uma escala de A+ a F.